# Uvaria lanuginosa
Uvaria lanuginosa este o specie de plante angiosperme din genul Uvaria, familia Annonaceae, descrisă de Henry Nicholas Ridley. Conform Catalogue of Life specia Uvaria lanuginosa nu are subspecii cunoscute.